# 오호강
오호강(吴浩康, 1983년 6월 13일 ~ )은 홍콩의 가수 및 배우이다.

## 출연 작품
- 레이징 파이어